# Alberto Cavasin
Alberto Cavasin (Treviso, 9 gennaio 1956) è un allenatore di calcio ed ex calciatore italiano, di ruolo difensore.
È stato premiato come migliore allenatore di Serie A con la Panchina d'oro nella stagione 1999-2000, per la salvezza ottenuta alla guida del Lecce.

## Carriera

### Giocatore
Dopo la prima esperienza con il Silea (TV), gioca col Treviso in Serie D. Un contratto di 3 stagioni consecutive che lo portano prima a conquistarsi la maglia da titolare e poi a farsi notare dalla Nazionale Juniores di Azeglio Vicini. Con il Treviso arrivò il primo gol tra i professionisti. Dopo l'infortunio e la guarigione, la chiamata in nazionale di Serie C.
Nel 1976 è acquistato dall'Avellino grazie all'allora direttore sportivo degli irpini Landri e, con il subentrato allenatore Giuseppe Baldini conquista la salvezza.
Nel giugno del 1977 passa insieme a Landri all'Atalanta allenata da Titta Rota. Esordisce in Serie A contro la Juventus di Giovanni Trapattoni il 6 novembre, partita finita 1-1. Al termine del campionato di Serie A, l'Atalanta lo dà in prestito alla Spal in Serie B. A Ferrara gioca con Renzi, Bardin e Gibellini.
Nel 1981 è acquistato dal Verona in Serie B. Allenato da Osvaldo Bagnoli, vince il campionato, segna un gol, e in seguito trascorse una stagione in Serie A con la maglia del Catanzaro.
Nel 1983 passa al Bari, e ottiene subito due campionati vinti e uno di Serie A disputato. Oltre 100 partite giocate da titolare con la squadra del capoluogo pugliese. Dalla serie C alla Serie A, con Bruno Bolchi allenatore e Matarrese presidente. Il Bari è la squadra in cui ha militato di più nella sua carriera. Nel 1986 è acquistato dal Cesena dove ottiene un'altra promozione in Serie A dalla Serie B. L'allenatore è Bruno Bolchi, il presidente Edmeo Lugaresi. Dopo due anni passa al Padova in Serie B dove si ritira.

### Allenatore

#### Padova
Dopo alcuni mesi alla conduzione degli Allievi Nazionali del Padova durante i quali allena il sedicenne Alessandro Del Piero, Cavasin diviene tecnico del Treviso per la stagione 1990-1991. Esonerato poco dopo, negli anni seguenti allena alcune squadre di Serie C1 e C2, come il Gualdo, che porta ai play-off della Serie C1 nella stagione 1995-1996, persi contro il Castel di Sangro. Nel 1998-1999 allena il Cesena, subentrando a Corrado Benedetti e raggiungendo la salvezza in serie cadetta.

#### Lecce
Nell'estate 1999 è ingaggiato dal Lecce, neo-promosso in Serie A. Coi giallorossi ottiene due salvezze consecutive, vincendo la Panchina d'oro nella stagione 1999-2000. La terza stagione nel Salento vede l'esonero di Cavasin nel gennaio 2002, dopo la sconfitta casalinga contro il Brescia (1-3), con il Lecce al terz'ultimo posto in classifica.

#### Fiorentina
Nel 2002 sostituisce Pietro Vierchowod alla guida della Fiorentina (allora Florentia Viola), in Serie C2. Dopo aver condotto la squadra alla promozione in Serie C1, tramutata in promozione in Serie B dalla giustizia sportiva, inizia la stagione 2003-2004 a Firenze, venendo esonerato a febbraio 2004 con la squadra al 14º posto e sostituito da Emiliano Mondonico.

#### Brescia, Treviso e Messina in A
In seguito allena, sempre da subentrante, in massima serie Brescia e Treviso (sostituisce Ezio Rossi). A Brescia ottiene ben 21 punti in 15 partite che però non saranno sufficienti a mantenere la squadra in massima serie, invece nel Treviso ottiene 14 punti in 15 gare, che portano all'esonero dell'allenatore con la squadra all'ultimo posto della classifica del campionato 2005-2006, venendo sostituito da Diego Bortoluzzi.
Nel gennaio del 2007 firma un contratto col Messina, sostituendo Bruno Giordano, con la squadra in terz'ultima posizione. Il 4 marzo, alla 27ª giornata, vince in casa, allo Stadio San Filippo, il derby di Sicilia contro il Palermo, 2-0, partita che consegna la prima vittoria dei peloritani contro i rosanero in Serie A nella storia di tale incontro. Il 2 aprile, dopo la sconfitta esterna a Cagliari, viene esonerato e il suo posto viene ripreso da Bruno Giordano.

#### Frosinone
Nel giugno dello stesso anno, sostituisce Ivo Iaconi sulla panchina del Frosinone in serie B conducendo la squadra al decimo posto grazie a 15 vittorie, 11 pareggi e 16 sconfitte; il contratto tra le parti è risolto consensualmente il 5 giugno 2008.

#### Ritorno al Brescia
Il 20 maggio 2009, a due giornate dalla fine del campionato cadetto, sostituisce Nedo Sonetti tornando alla guida del Brescia ed esordendo col successo contro il Sassuolo 4-2. La stagione si conclude con le rondinelle al 4º posto utile per i play-off; dopo aver eliminato l'Empoli in semifinale col complessivo 4-1 nelle due gare, in finale è sconfitto e eliminato dal Livorno (2-2 a Brescia, 3-0 a Livorno); la dirigenza il 23 giugno 2009 rinnova per un'altra stagione il contratto di Cavasin. Dopo un buon inizio di stagione, una serie negativa di tre sconfitte, ultima quella in casa col Vicenza (0-1), gli costa l'esonero all'8ª giornata del campionato 2009-2010, venendo sostituito da Giuseppe Iachini.

#### Bellinzona
Il 12 novembre 2009 è assunto dal Bellinzona, squadra militante nella Super League Svizzera. Dopo la sconfitta casalinga 2-1 col Grasshoppers, il 1º aprile 2010 è esonerato a causa dei risultati negativi: con gli svizzeri ottiene 12 sconfitte in 20 gare, con la squadra al penultimo posto in classifica prossima a disputare gli spareggi per non retrocedere. Dopo quello col Brescia, è il secondo esonero in una stagione.

#### Sampdoria
Il 7 marzo 2011, a dieci giornate dal termine del campionato, è ingaggiato come allenatore della Sampdoria in sostituzione di Domenico Di Carlo, firmando un contratto fino al 30 giugno 2011 e rilevando una squadra al quartultimo posto in classifica a seguito di una lunga serie di risultati negativi (causati in parte dalla cessione nel calciomercato invernale di Antonio Cassano e Giampaolo Pazzini). Cavasin non riesce ad evitare la retrocessione dei doriani in Serie B con una giornata d'anticipo e, venendo pesantemente contestato da alcuni tifosi, chiude con 5 punti conquistati in 10 partite.

#### Leyton Orient
Torna ad allenare dopo oltre cinque anni, venendo ingaggiato il 2 ottobre 2016 come nuovo tecnico del Leyton Orient, e firmando un biennale con la società inglese che milita nella Football League Two, quarta serie inglese. Il successivo 23 novembre, dopo aver ottenuto due vittorie e cinque sconfitte in campionato e con la squadra al terzultimo posto, viene esonerato.

#### Santarcangelo
Il 5 dicembre 2017 sostituisce Giuseppe Angelini al Santarcangelo, militante in Serie C. Viene esonerato il 26 marzo 2018 con la squadra al penultimo posto dopo un pareggio con il Fano ultimo in classifica.

#### Barisardo
Il 20 agosto 2021 diventa allenatore del Barisardo, club militante in Prima Categoria sarda. Il 27 marzo 2022 vince matematicamente il torneo con 5 giornate d'anticipo. Nonostante un torneo dominato, al termine della stagione, lascia la panchina del club.
As Sain Luc
Dal 2023, allena in Congo.

## Statistiche

### Statistiche da allenatore
Statistiche aggiornate al 25 marzo 2018. In grassetto le competizioni vinte.
| Stagione            | Squadra            | Campionato         | Campionato | Campionato | Campionato | Campionato | Coppe nazionali | Coppe nazionali | Coppe nazionali | Coppe nazionali | Coppe nazionali | Coppe continentali | Coppe continentali | Coppe continentali | Coppe continentali | Coppe continentali | Altre coppe | Altre coppe | Altre coppe | Altre coppe | Altre coppe | Totale | Totale | Totale | Totale | % Vittorie | Piazzamento           |
| Stagione            | Squadra            | Comp               | G          | V          | N          | P          | Comp            | G               | V               | N               | P               | Comp               | G                  | V                  | N                  | P                  | Comp        | G           | V           | N           | P           | G      | V      | N      | P      | %          | Piazzamento           |
| ------------------- | ------------------ | ------------------ | ---------- | ---------- | ---------- | ---------- | --------------- | --------------- | --------------- | --------------- | --------------- | ------------------ | ------------------ | ------------------ | ------------------ | ------------------ | ----------- | ----------- | ----------- | ----------- | ----------- | ------ | ------ | ------ | ------ | ---------- | --------------------- |
| lug.-dic. 1990      | Treviso            | C2                 | 19         | 3          | 8          | 8          | CI-C            | 8               | 6               | 1               | 1               | -                  | -                  | -                  | -                  | -                  | -           | -           | -           | -           | -           | 27     | 9      | 9      | 9      | 33,33      | Eson.                 |
| 1991-1992           | Trento             | C2                 | 38         | 12         | 16         | 10         | CI-C            | 6               | 4               | 1               | 1               | -                  | -                  | -                  | -                  | -                  | -           | -           | -           | -           | -           | 44     | 16     | 17     | 11     | 36,36      | 7º                    |
| 1992-1993           | Trento             | C2                 | 34         | 6          | 17         | 11         | CI-C            | 8               | 1               | 5               | 2               | -                  | -                  | -                  | -                  | -                  | -           | -           | -           | -           | -           | 42     | 7      | 22     | 13     | 16,67      | 14º                   |
| Totale Trento       | Totale Trento      | Totale Trento      | 72         | 18         | 33         | 21         |                 | 14              | 5               | 6               | 3               |                    | -                  | -                  | -                  | -                  |             | -           | -           | -           | -           | 86     | 23     | 39     | 24     | 26,74      |                       |
| 1993-1994           | Fano               | C2                 | 34         | 16         | 11         | 7          | CI-C            | 4               | 1               | 2               | 1               | -                  | -                  | -                  | -                  | -                  | -           | -           | -           | -           | -           | 38     | 17     | 13     | 8      | 44,74      | 4º                    |
| lug.-dic. 1994      | Ravenna            | C1                 | 14         | 5          | 5          | 4          | CI+CI-C         | 1+2             | 0+0             | 0+0             | 1+2             | -                  | -                  | -                  | -                  | -                  | -           | -           | -           | -           | -           | 17     | 5      | 5      | 7      | 29,41      | Eson.                 |
| dic. 1995-1996      | Gualdo             | C1                 | 20+2       | 8+1        | 8          | 4+1        | CI-C            | 4               | 2               | 0               | 2               | -                  | -                  | -                  | -                  | -                  | -           | -           | -           | -           | -           | 26     | 11     | 8      | 7      | 42,31      | Sub., 5º              |
| ott. 1996-1997      | Fiorenzuola        | C1                 | 29         | 9          | 13         | 7          | CI-C            | 2               | 0               | 1               | 1               | -                  | -                  | -                  | -                  | -                  | -           | -           | -           | -           | -           | 31     | 9      | 14     | 8      | 29,03      | Sub., 12º             |
| 1997-feb. 1998      | Fiorenzuola        | C1                 | 20         | 3          | 9          | 8          | CI-C            | 4               | 2               | 0               | 2               | -                  | -                  | -                  | -                  | -                  | -           | -           | -           | -           | -           | 24     | 5      | 9      | 10     | 20,83      | Eson.                 |
| Totale Fiorenzuola  | Totale Fiorenzuola | Totale Fiorenzuola | 49         | 12         | 22         | 15         |                 | 6               | 2               | 1               | 3               |                    | -                  | -                  | -                  | -                  |             | -           | -           | -           | -           | 55     | 14     | 23     | 18     | 25,45      |                       |
| nov. 1998-1999      | Cesena             | B                  | 28         | 10         | 11         | 7          | -               | -               | -               | -               | -               | -                  | -                  | -                  | -                  | -                  | -           | -           | -           | -           | -           | 28     | 10     | 11     | 7      | 35,71      | Sub., 13º             |
| 1999-2000           | Lecce              | A                  | 34         | 10         | 10         | 14         | CI              | 6               | 4               | 1               | 1               | -                  | -                  | -                  | -                  | -                  | -           | -           | -           | -           | -           | 40     | 14     | 11     | 15     | 35,00      | 11                    |
| 2000-2001           | Lecce              | A                  | 34         | 8          | 13         | 13         | CI              | 4               | 1               | 2               | 1               | -                  | -                  | -                  | -                  | -                  | -           | -           | -           | -           | -           | 38     | 9      | 15     | 14     | 23,68      | 13º                   |
| 2001-gen. 2002      | Lecce              | A                  | 20         | 4          | 7          | 9          | CI              | 2               | 0               | 0               | 2               | -                  | -                  | -                  | -                  | -                  | -           | -           | -           | -           | -           | 22     | 4      | 7      | 11     | 18,18      | Eson.                 |
| Totale Lecce        | Totale Lecce       | Totale Lecce       | 88         | 22         | 30         | 36         |                 | 12              | 5               | 3               | 4               |                    | -                  | -                  | -                  | -                  |             | -           | -           | -           | -           | 100    | 27     | 33     | 40     | 27,00      |                       |
| ott. 2002-2003      | Fiorentina         | C2                 | 25         | 17         | 6          | 2          | -               | -               | -               | -               | -               | -                  | -                  | -                  | -                  | -                  | -           | -           | -           | -           | -           | 25     | 17     | 6      | 2      | 68,00      | Sub., 1º (promozione) |
| 2003-feb. 2004      | Fiorentina         | B                  | 26         | 7          | 12         | 7          | CI-C            | 4               | 1               | 2               | 1               | -                  | -                  | -                  | -                  | -                  | -           | -           | -           | -           | -           | 30     | 8      | 14     | 8      | 26,67      | Eson.                 |
| Totale Fiorentina   | Totale Fiorentina  | Totale Fiorentina  | 51         | 24         | 18         | 9          |                 | 4               | 1               | 2               | 1               |                    | -                  | -                  | -                  | -                  |             | -           | -           | -           | -           | 55     | 25     | 20     | 10     | 45,45      |                       |
| feb-giu. 2005       | Brescia            | A                  | 15         | 6          | 3          | 6          | -               | -               | -               | -               | -               | -                  | -                  | -                  | -                  | -                  | -           | -           | -           | -           | -           | 15     | 6      | 3      | 6      | 40,00      | Sub., 19º (retr.)     |
| nov. 2005-feb. 2006 | Treviso            | A                  | 15         | 1          | 5          | 9          | -               | -               | -               | -               | -               | -                  | -                  | -                  | -                  | -                  | -           | -           | -           | -           | -           | 15     | 1      | 5      | 9      | &6,67      | Sub., Eson.           |
| Totale Treviso      | Totale Treviso     | Totale Treviso     | 34         | 4          | 13         | 17         |                 | 8               | 6               | 1               | 1               |                    | -                  | -                  | -                  | -                  |             | -           | -           | -           | -           | 42     | 10     | 14     | 18     | 23,81      |                       |
| gen.-apr. 2007      | Messina            | A                  | 8          | 2          | 2          | 4          | -               | -               | -               | -               | -               | -                  | -                  | -                  | -                  | -                  | -           | -           | -           | -           | -           | 8      | 2      | 2      | 4      | 25,00      | Sub., Eson.           |
| 2007-2008           | Frosinone          | B                  | 42         | 15         | 11         | 16         | CI              | 1               | 0               | 0               | 1               | -                  | -                  | -                  | -                  | -                  | -           | -           | -           | -           | -           | 43     | 15     | 11     | 17     | 34,88      | 10º                   |
| mag.-giu. 2009      | Brescia            | B                  | 2+4        | 2+1        | 0+2        | 0+1        | -               | -               | -               | -               | -               | -                  | -                  | -                  | -                  | -                  | -           | -           | -           | -           | -           | 6      | 3      | 2      | 1      | 50,00      | Sub., 4º              |
| lug.-ott. 2009      | Brescia            | B                  | 8          | 4          | 1          | 3          | CI              | 2               | 1               | 0               | 1               | -                  | -                  | -                  | -                  | -                  | -           | -           | -           | -           | -           | 10     | 5      | 1      | 4      | 50,00      | Eson.                 |
| Totale Brescia      | Totale Brescia     | Totale Brescia     | 25+4       | 12+1       | 4+2        | 9+1        |                 | 2               | 1               | 0               | 1               |                    | -                  | -                  | -                  | -                  |             | -           | -           | -           | -           | 31     | 14     | 6      | 11     | 45,16      |                       |
| nov. 2009-apr. 2010 | Bellinzona         | SL                 | 12         | 2          | 0          | 10         | -               | -               | -               | -               | -               | -                  | -                  | -                  | -                  | -                  | -           | -           | -           | -           | -           | 12     | 2      | 0      | 10     | 16,67      | Sub., Eson.           |
| mar.-giu. 2011      | Sampdoria          | A                  | 10         | 1          | 2          | 7          | -               | -               | -               | -               | -               | -                  | -                  | -                  | -                  | -                  | -           | -           | -           | -           | -           | 10     | 1      | 2      | 7      | 10,00      | Sub., 18º (retr.)     |
| ott.-nov. 2016      | Leyton             | FL2                | 7          | 2          | 0          | 5          | FACup+FLT       | 1+2             | 0+0             | 0+0             | 1+2             | -                  | -                  | -                  | -                  | -                  | -           | -           | -           | -           | -           | 10     | 2      | 0      | 8      | 20,00      | Sub., Eson.           |
| dic. 2017-mar. 2018 | Santarcangelo      | C                  | 13         | 4          | 4          | 5          | -               | -               | -               | -               | -               | -                  | -                  | -                  | -                  | -                  | -           | -           | -           | -           | -           | 13     | 4      | 4      | 5      | 30,77      | Sub., Eson.           |
| Totale carriera     | Totale carriera    | Totale carriera    | 513        | 159        | 176        | 178        |                 | 59              | 22              | 15              | 22              |                    | -                  | -                  | -                  | -                  |             | -           | -           | -           | -           | 572    | 181    | 191    | 200    | 31,64      |                       |

## Palmarès

### Giocatore
- Campionato italiano di Serie B: 1

Verona: 1981-1982
- Campionato italiano Serie C1: 1

Bari: 1983-1984 (girone B)

### Allenatore

#### Club
- Campionato italiano Serie C2: 1

Florentia Viola: 2002-2003 (girone B)
- Prima Categoria: 1

Barisardo: 2021-2022

#### Individuale
- Panchina d'oro: 1

1999-2000